# Virucida

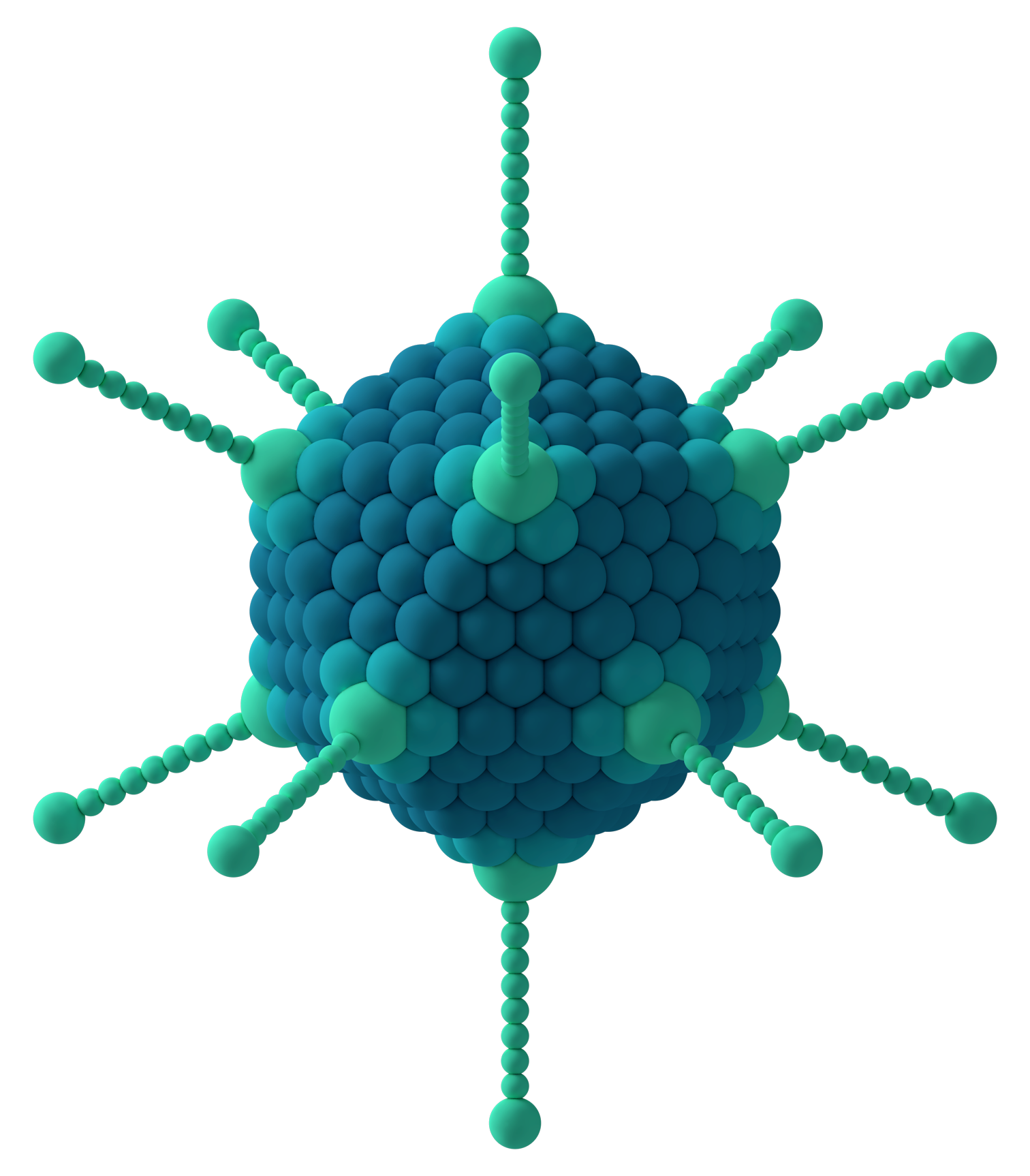
Adenovírus

Virucida  ou    viricida [De viri- + -cida.]    é qualquer agente físico ou químico que desativa, neutraliza  ou destrói vírus. Refere-se geralmente a um produto de limpeza ou desinfetante pois essencialmente difere de um medicamento antiviral, ou seja que inibe a proliferação de um vírus num processo infeccioso.   
Em ambientes hospitalares desinfecção por agentes químicos é indicada quando o material ou instrumental não pode ser esterilizado pelo calor e não se conta com o recurso de um gás esterilizante. Na comparação do emprego do produto químico deve-se observar sua adequação ao material a ser desinfetado, tempo de exposição e concentrações utilizadas. 

## Ver também

Termos usados em biossegurança.

## Lista de virucidas
- Etanol [6] [7]
- Hipoclorito de sódio [8]
- Compostos de iodo [7]
- Cianovirina-N [9]
- Griffithsina [10]
- Interferon [11]
- Própolis [12]
- Scytovirin [13]
- Urumin [14]